# شهرستان رندالف (کارولینای شمالی)
شهرستان رندولف، کارولینای شمالی (به انگلیسی: Randolph County, North Carolina) یک سکونتگاه مسکونی در ایالات متحده آمریکا است که در کارولینای شمالی واقع شده‌است.

## خصوصیات
شهرستان رندولف ۲٬۰۴۶٫۱ کیلومترمربع مساحت دارد.